# Surya Binayak

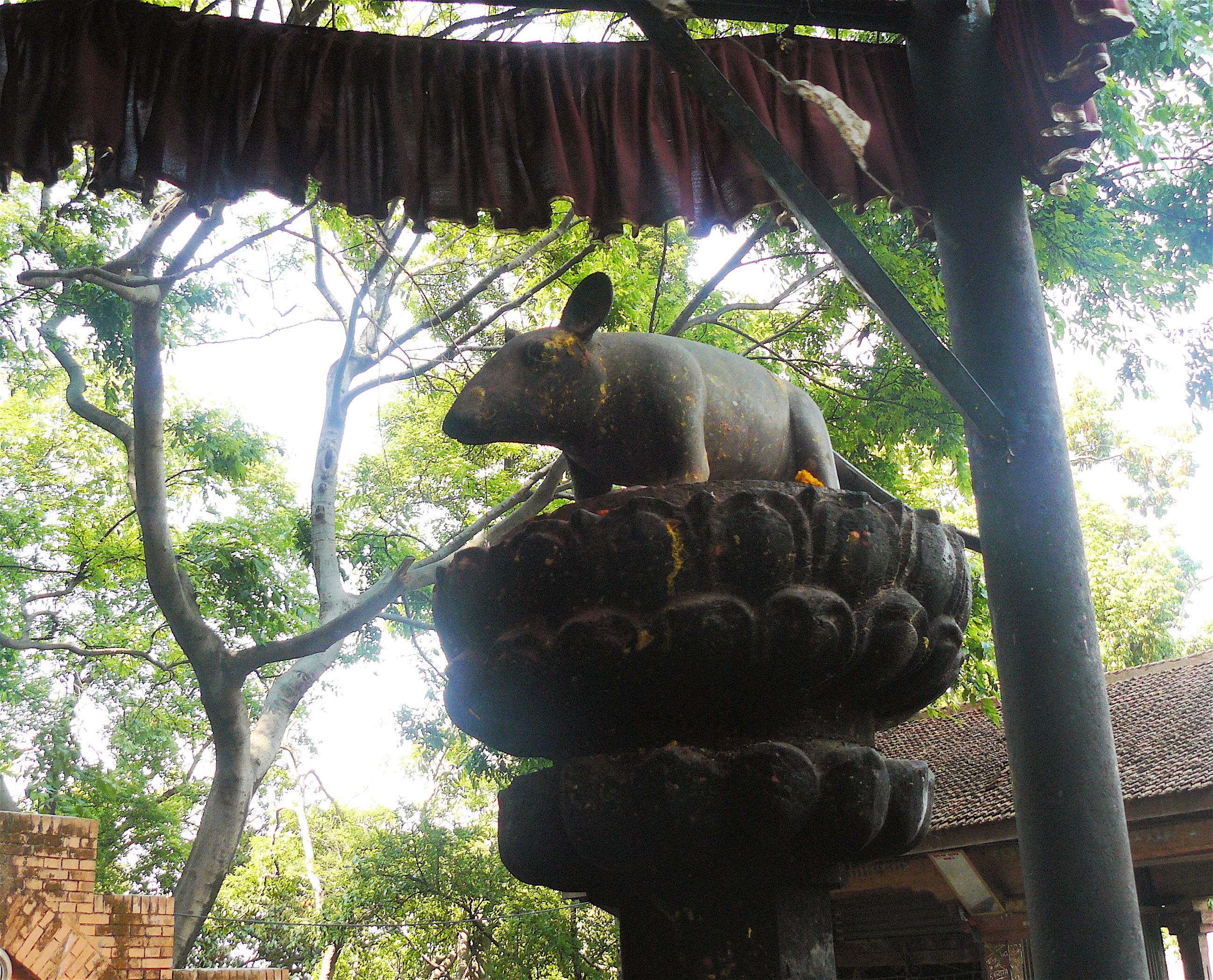

A Surya Binayak egy hindu templom a Katmandu völgyben, Bhaktapur körzetében. Ganésa (elefántfejű) isten tiszteletére épült az 1600-as években.
Ganésa isten szentélye és egy magas kőoszlopon trónoló bronz patkány a templom két fő jellemzője. Három emeletnyi magasságban, egy dombon található. A helybeli hinduk rendszeresen keresik fel, hogy Ganésa istenhez imádkozhassanak szerencse, boldogság és gyermekeik dolgaiban, valamint hozzá imádkoznak házuk, lakásuk, vagyonuk védelmének ügyeiben is.
Hindu ünnepeken több száz helybéli keresi fel ezt a helyet, turisták viszont alig látogatják. A patkányról annyit tudhatunk, hogy egy szent patkány, Ganésa szellemi „fuvarozója”, ahogyan a nepáli sámánok nevezik: ez Ganésa erőállata.
Surya Binayak a négy ún. Vinayak templom legkeletibb tagja.
A másik három Vinayak templom:
- Chandra Vinayak - Chabahil városrészben
- Jal Vinayak - a Chobar Gorge-nál
- Ashok Vinayak - a Kasthamandap mögött.